# KRT73
KRT73 هوَ كيراتين يُشَفر بواسطة جين KRT73 في الإنسان.